# Hesperornithes
Gli esperorniti (Hesperornithes) costituiscono un clade estinto di dinosauri acquatici altamente specializzati e strettamente imparentati agli antenati dei moderni uccelli. Questi animali vivevano sia in ambienti d'acqua dolce sia d'acqua salata nell'emisfero settentrionale; includevano generi come Hesperornis, Parahesperornis, Baptornis, Enaliornis e Potamornis, che condividevano caratteri portati alla vita acquatica e al nuoto. Molte delle specie più specializzate al nuoto avevano perso qualunque capacità di volo. Il più grande esperornite conosciuto, la Canadaga arctica, potrebbe aver raggiunto una lunghezza massima, da adulto, di oltre 1,50 metri.
Gli hesperorniti furono gli unici avialani a colonizzare gli oceani durante il Mesozoico. Questi animali vennero spazzati via nella grande estinzione di massa del Cretaceo-Paleocene, insieme agli enantiorniti e tutti gli altri dinosauri non-aviani, così come molti altri gruppi di piante e animali.

## Descrizione

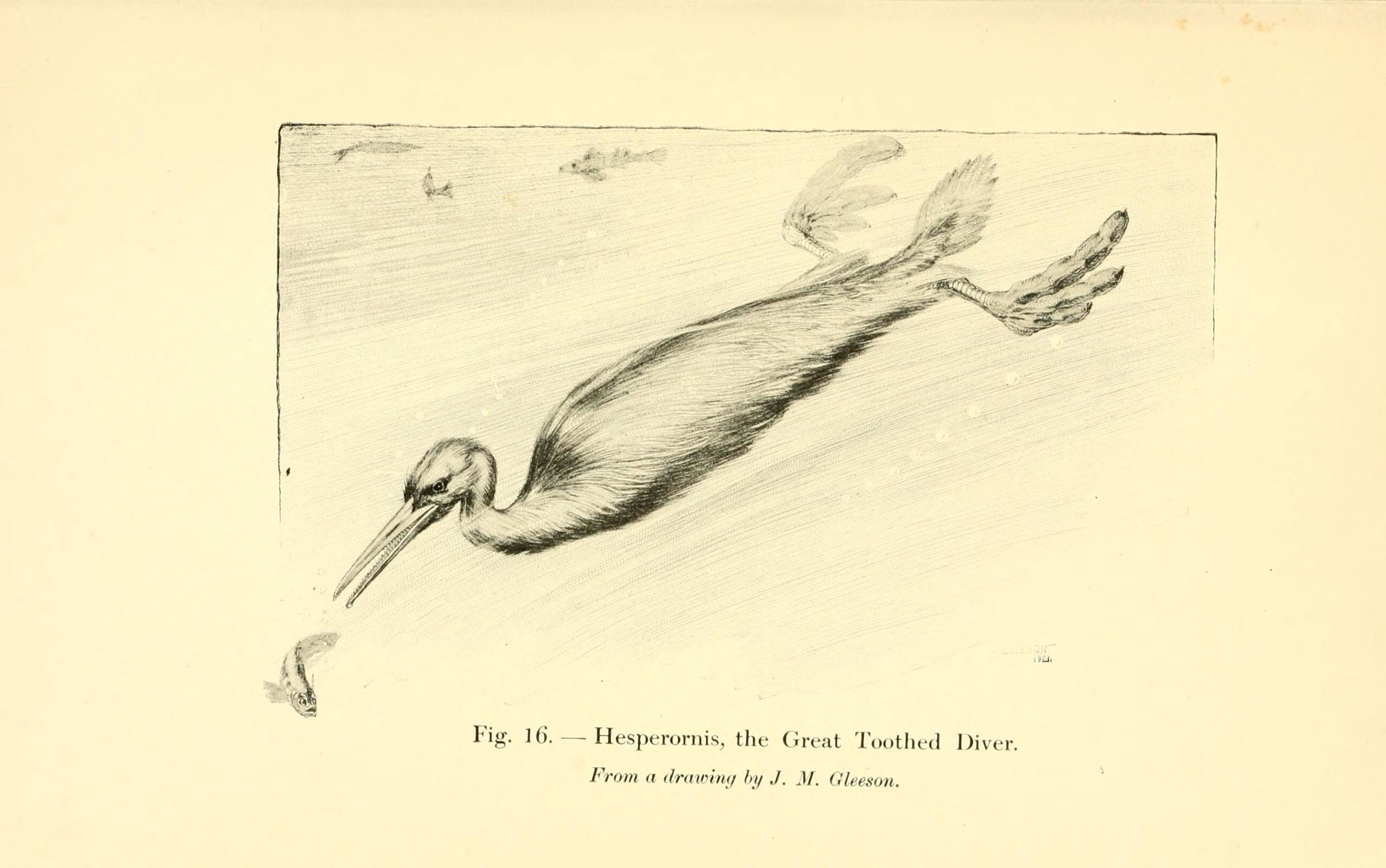
Ricostruzione di Hesperornis regalis di inizio secolo XX

La maggior parte di ciò che si conosce su questo gruppo poggia sull'analisi di singole specie, in quanto poche di queste forniscono fossili sufficienti per un'analisi. Anche se alcune delle specie più piccole e più primitive, come quelle appartenenti ai sottogruppi di Enaliornithidae e Brodavidae, forse sarebbero state in grado di volare, i più grandi hesperornithidi come Hesperornis e Baptornis possedevano ali rudimentali e atrofizzate. Come nel caso dei moderni uccelli da immersione i piedi erano larghi e palmati, il femore ed il metatarso erano brevi, mentre la tibia era più lunga. Le gambe erano fissate lontane dal corpo, come in alcuni uccelli acquatici come svassi, strolaghe e pinguini. Gli hesperornithidi dovevano essere nuotatori estremamente agili e potenti, ma sulla terraferma dovevano avere un andamento piuttosto goffo e impacciato, quindi probabilmente passavano poco tempo a terra e vi ritornavano solo per nidificare. In media questi animali misuravano circa 1,80 metri (6 piedi) di lunghezza.
Alcuni ricercatori ritengono che sulla terraferma questi uccelli scivolassero sulla pancia spingendosi con le lunghe gambe; difatti le articolazioni dell'anca e del ginocchio sembrano essere state modellate proprio per tale locomozione, in quanto non potevano spostarsi dorsoventralmente, ed in posizione di riposo i piedi venivano proiettati lateralmente al corpo, impedendo all'animale di camminare eretto. L'anatomia delle dita delle zampe suggerisce che gli hesperorniti aveva lobi di pelle per la propulsione subacquea molto simili a quelli degli svassi, piuttosto che essere palmate come le anatre. Le dense ossa di questi animali diminuito la loro galleggiabilità, rendendone più facile l'immersione.
Il cranio di questi uccelli era molto allungato ed il lungo becco terminava con una punta leggermente uncinata. Dietro il becco, le ganasce erano pieni di semplici e piccoli denti appuntiti fissati in una scanalatura longitudinale. Questi probabilmente aiutato a cogliere i pesci, come il becco dentato degli smerghi; a differenza dei denti dei rettili quelli degli aviala sono molto più primitivi, mentre quelli degli hesperornithidi sono unici. Inoltre le ossa del giunto mandibolare sono le stesse di quelle ritrovati nelle fauci dei dinosauri. Si ritiene che questo abbia permesso loro di ruotare la parte posteriore della mandibola indipendentemente dalla fronte, permettendo così ai denti inferiori di disimpegnare.

## Evoluzione
Attualmente, gli esperorniti sono riconosciuti come un lignaggio molto specializzato non ancestrale o comunque strettamente legato agli uccelli. Eppure, il loro rapporto con essi è abbastanza vicino, da far supporre che probabilmente si è discostato dagli antenati dei moderni uccelli alla fine del Cretaceo inferiore.
I primi esperorniti noti fanno la loro comparsa nel Cretacico inferiore con Enaliornis. La maggior parte delle specie di esperorniti sono note dal Cretaceo superiore del Nord America, in formazioni risalenti al Maastrichtiano, come il Gruppo Judith River, la Formazione Hell Creek, la Formazioni Lance, e in diversi siti eurasiatici. Queste specie avevano le dimensioni di cormorano o di una strolaga.

## Classificazione
Il clade Hesperornithes è stato originariamente identificato come una sottoclasse di Aves, da Fürbringer, nel 1888. Tuttavia, ciò è stato generalmente ignorato nella letteratura scientifica a favore del nome di livello ordine Hesperornithiformes, coniato un anno dopo. Nel 2004, Clarke fu il primo a definire il gruppo degli hesperorniti in termini di filogenesi. Clarke ha definito Hesperornithes come "tutte le specie più vicine ad Hesperornis regalis che agli uccelli moderni", e considerando Hesperornithiformes come un sinonimo junior. Clarke ha inoltre definito il gruppo più inclusivo di Hesperornithidae come tutti gli esperorniti più vicino ad Hesperornis che a Baptornis.
Gli Hesperornithes sono stati originariamente combinati con Ichthyornis nel gruppo parafiletico di "Odontornithes" di Othniel Charles Marsh, nel 1873. Nel 1875, furono separati come Odontolcae. Il gruppo è stato spesso considerato essere correlato agli svassi e alle strolaghe, o ai Paleognathae (sulla base delle somiglianze percepite nel palato osseo). Queste somiglianze, tuttavia, unite alla recente scoperta della presenza di osteoni nelle loro ossa (almeno in Hesperornis), li hanno fatti classificare in un modello simile a quello dei Neognathae, di cui oggi sono considerati un gruppo convergente.

### Cladogramma

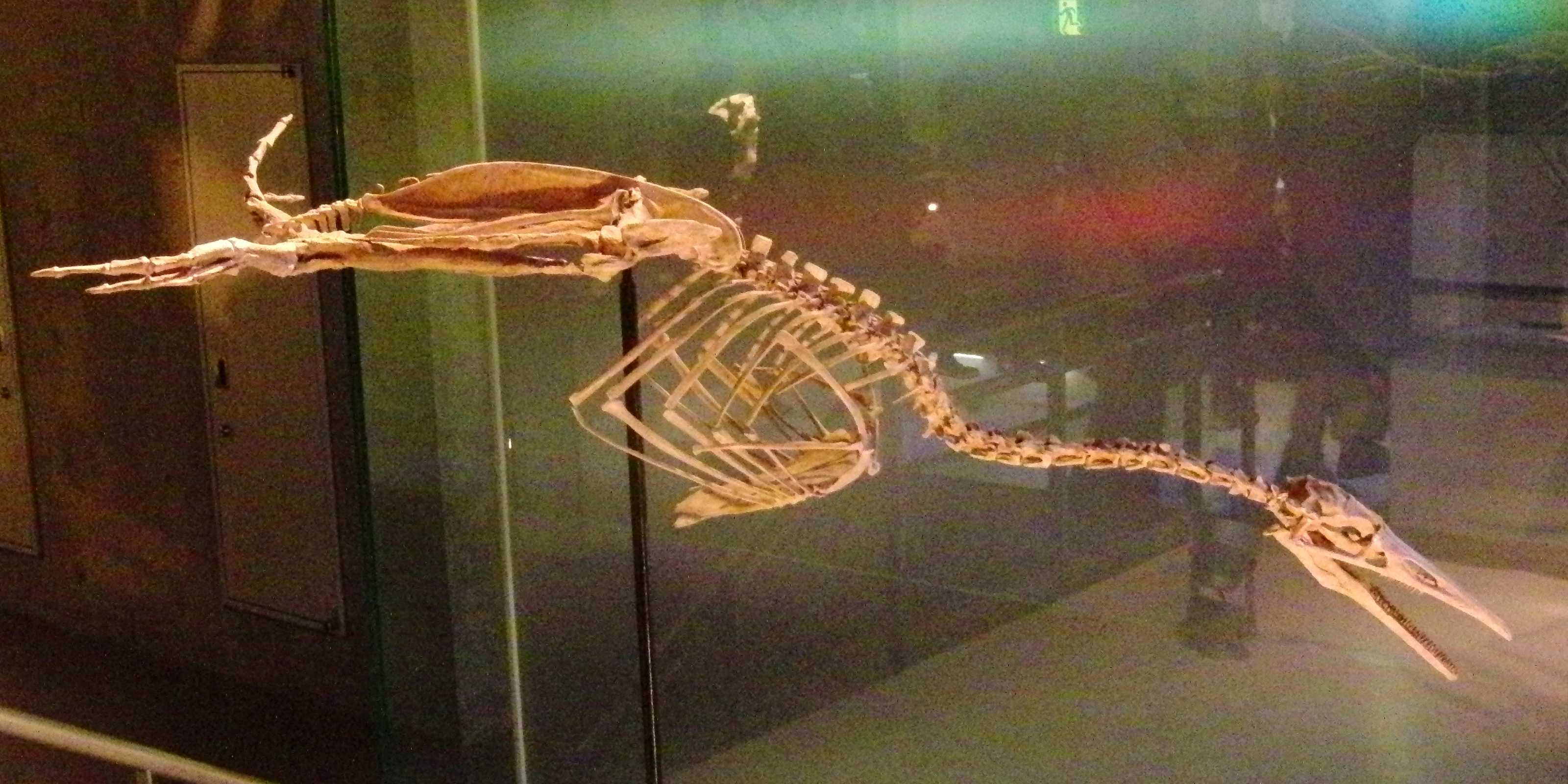
Scheletro di Parahesperornis

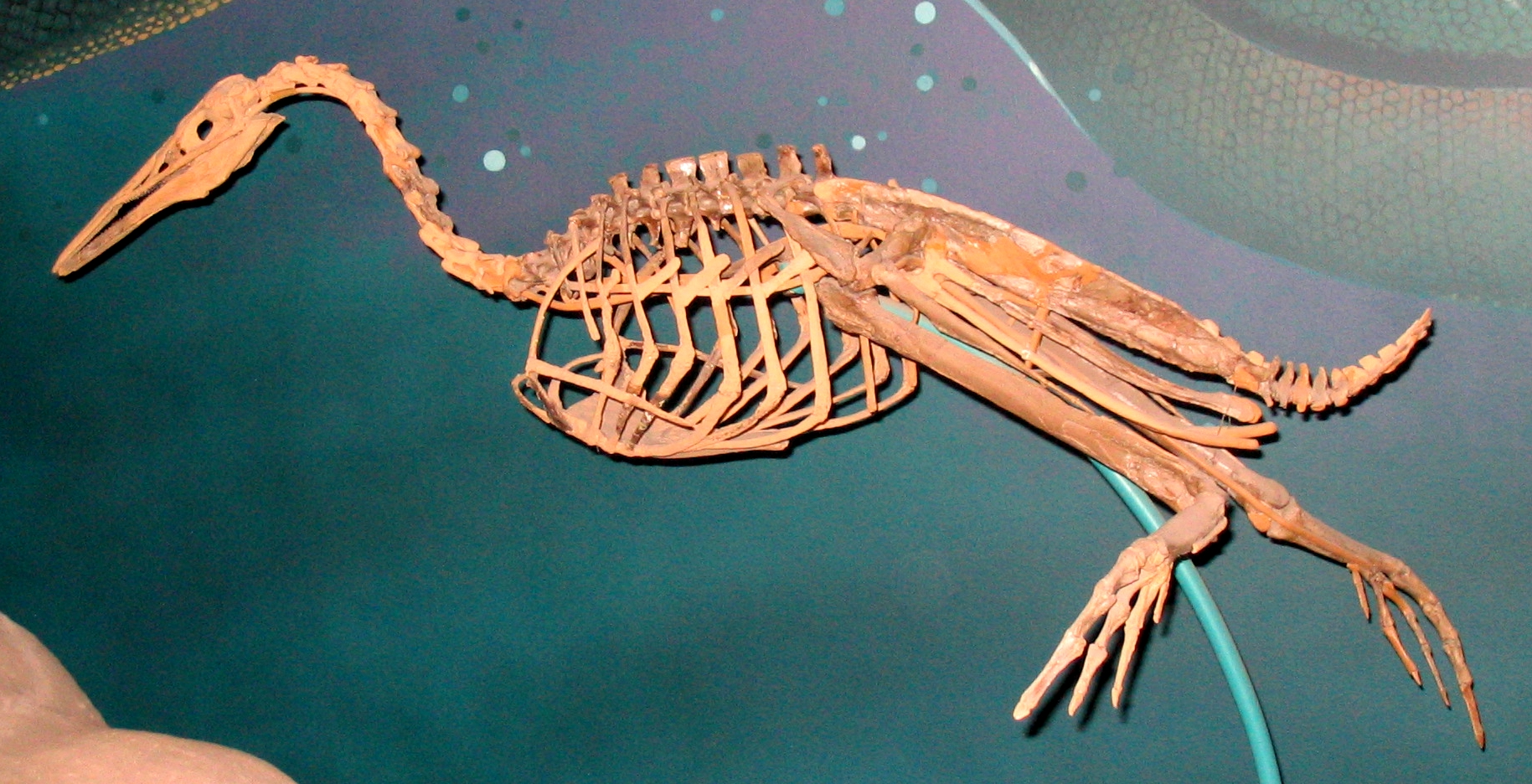
Scheletro di Hesperornis regalis

Nel 2015, un'analisi filogenetica a livello di specie ha fornito i seguenti rapporti tra gli esperornithiformi.
|  | AMNH 5101         |
|  |                   |
|  | FMNH 395          |
|  |                   |
|  | Baptornis advenus |
|  |                   |

|  | Brodavis varneri |
|  |                  |
|  | Brodavis baileyi |
|  |                  |

|                  | USNM 20030                                                            |
|                  |                                                                       |
| Hesperornithidae | \| \| Parahesperornis alexi \| \| \| \| \| \| Hesperornis \| \| \| \| |
|                  | \| \| Parahesperornis alexi \| \| \| \| \| \| Hesperornis \| \| \| \| |
|                  | Parahesperornis alexi                                                 |
|                  |                                                                       |
|                  | Hesperornis                                                           |
|                  |                                                                       |

|  | Parahesperornis alexi |
|  |                       |
|  | Hesperornis           |
|  |                       |

|  | Brodavis varneri |
|  |                  |
|  | Brodavis baileyi |
|  |                  |

|                  | USNM 20030                                                            |
|                  |                                                                       |
| Hesperornithidae | \| \| Parahesperornis alexi \| \| \| \| \| \| Hesperornis \| \| \| \| |
|                  | \| \| Parahesperornis alexi \| \| \| \| \| \| Hesperornis \| \| \| \| |
|                  | Parahesperornis alexi                                                 |
|                  |                                                                       |
|                  | Hesperornis                                                           |
|                  |                                                                       |

|  | Parahesperornis alexi |
|  |                       |
|  | Hesperornis           |
|  |                       |

|  | AMNH 5101         |
|  |                   |
|  | FMNH 395          |
|  |                   |
|  | Baptornis advenus |
|  |                   |

|  | Brodavis varneri |
|  |                  |
|  | Brodavis baileyi |
|  |                  |

|                  | USNM 20030                                                            |
|                  |                                                                       |
| Hesperornithidae | \| \| Parahesperornis alexi \| \| \| \| \| \| Hesperornis \| \| \| \| |
|                  | \| \| Parahesperornis alexi \| \| \| \| \| \| Hesperornis \| \| \| \| |
|                  | Parahesperornis alexi                                                 |
|                  |                                                                       |
|                  | Hesperornis                                                           |
|                  |                                                                       |

|  | Parahesperornis alexi |
|  |                       |
|  | Hesperornis           |
|  |                       |

|  | Brodavis varneri |
|  |                  |
|  | Brodavis baileyi |
|  |                  |

|                  | USNM 20030                                                            |
|                  |                                                                       |
| Hesperornithidae | \| \| Parahesperornis alexi \| \| \| \| \| \| Hesperornis \| \| \| \| |
|                  | \| \| Parahesperornis alexi \| \| \| \| \| \| Hesperornis \| \| \| \| |
|                  | Parahesperornis alexi                                                 |
|                  |                                                                       |
|                  | Hesperornis                                                           |
|                  |                                                                       |

|  | Parahesperornis alexi |
|  |                       |
|  | Hesperornis           |
|  |                       |

|  | AMNH 5101         |
|  |                   |
|  | FMNH 395          |
|  |                   |
|  | Baptornis advenus |
|  |                   |

|  | Brodavis varneri |
|  |                  |
|  | Brodavis baileyi |
|  |                  |

|                  | USNM 20030                                                            |
|                  |                                                                       |
| Hesperornithidae | \| \| Parahesperornis alexi \| \| \| \| \| \| Hesperornis \| \| \| \| |
|                  | \| \| Parahesperornis alexi \| \| \| \| \| \| Hesperornis \| \| \| \| |
|                  | Parahesperornis alexi                                                 |
|                  |                                                                       |
|                  | Hesperornis                                                           |
|                  |                                                                       |

|  | Parahesperornis alexi |
|  |                       |
|  | Hesperornis           |
|  |                       |

|  | Brodavis varneri |
|  |                  |
|  | Brodavis baileyi |
|  |                  |

|                  | USNM 20030                                                            |
|                  |                                                                       |
| Hesperornithidae | \| \| Parahesperornis alexi \| \| \| \| \| \| Hesperornis \| \| \| \| |
|                  | \| \| Parahesperornis alexi \| \| \| \| \| \| Hesperornis \| \| \| \| |
|                  | Parahesperornis alexi                                                 |
|                  |                                                                       |
|                  | Hesperornis                                                           |
|                  |                                                                       |

|  | Parahesperornis alexi |
|  |                       |
|  | Hesperornis           |
|  |                       |

|  | AMNH 5101         |
|  |                   |
|  | FMNH 395          |
|  |                   |
|  | Baptornis advenus |
|  |                   |

|  | Brodavis varneri |
|  |                  |
|  | Brodavis baileyi |
|  |                  |

|                  | USNM 20030                                                            |
|                  |                                                                       |
| Hesperornithidae | \| \| Parahesperornis alexi \| \| \| \| \| \| Hesperornis \| \| \| \| |
|                  | \| \| Parahesperornis alexi \| \| \| \| \| \| Hesperornis \| \| \| \| |
|                  | Parahesperornis alexi                                                 |
|                  |                                                                       |
|                  | Hesperornis                                                           |
|                  |                                                                       |

|  | Parahesperornis alexi |
|  |                       |
|  | Hesperornis           |
|  |                       |

|  | Brodavis varneri |
|  |                  |
|  | Brodavis baileyi |
|  |                  |

|                  | USNM 20030                                                            |
|                  |                                                                       |
| Hesperornithidae | \| \| Parahesperornis alexi \| \| \| \| \| \| Hesperornis \| \| \| \| |
|                  | \| \| Parahesperornis alexi \| \| \| \| \| \| Hesperornis \| \| \| \| |
|                  | Parahesperornis alexi                                                 |
|                  |                                                                       |
|                  | Hesperornis                                                           |
|                  |                                                                       |

|  | Parahesperornis alexi |
|  |                       |
|  | Hesperornis           |
|  |                       |

|  | AMNH 5101         |
|  |                   |
|  | FMNH 395          |
|  |                   |
|  | Baptornis advenus |
|  |                   |

|  | Brodavis varneri |
|  |                  |
|  | Brodavis baileyi |
|  |                  |

|                  | USNM 20030                                                            |
|                  |                                                                       |
| Hesperornithidae | \| \| Parahesperornis alexi \| \| \| \| \| \| Hesperornis \| \| \| \| |
|                  | \| \| Parahesperornis alexi \| \| \| \| \| \| Hesperornis \| \| \| \| |
|                  | Parahesperornis alexi                                                 |
|                  |                                                                       |
|                  | Hesperornis                                                           |
|                  |                                                                       |

|  | Parahesperornis alexi |
|  |                       |
|  | Hesperornis           |
|  |                       |

|  | Brodavis varneri |
|  |                  |
|  | Brodavis baileyi |
|  |                  |

|                  | USNM 20030                                                            |
|                  |                                                                       |
| Hesperornithidae | \| \| Parahesperornis alexi \| \| \| \| \| \| Hesperornis \| \| \| \| |
|                  | \| \| Parahesperornis alexi \| \| \| \| \| \| Hesperornis \| \| \| \| |
|                  | Parahesperornis alexi                                                 |
|                  |                                                                       |
|                  | Hesperornis                                                           |
|                  |                                                                       |

|  | Parahesperornis alexi |
|  |                       |
|  | Hesperornis           |
|  |                       |

|  | AMNH 5101         |
|  |                   |
|  | FMNH 395          |
|  |                   |
|  | Baptornis advenus |
|  |                   |

|  | Brodavis varneri |
|  |                  |
|  | Brodavis baileyi |
|  |                  |

|                  | USNM 20030                                                            |
|                  |                                                                       |
| Hesperornithidae | \| \| Parahesperornis alexi \| \| \| \| \| \| Hesperornis \| \| \| \| |
|                  | \| \| Parahesperornis alexi \| \| \| \| \| \| Hesperornis \| \| \| \| |
|                  | Parahesperornis alexi                                                 |
|                  |                                                                       |
|                  | Hesperornis                                                           |
|                  |                                                                       |

|  | Parahesperornis alexi |
|  |                       |
|  | Hesperornis           |
|  |                       |

|  | Brodavis varneri |
|  |                  |
|  | Brodavis baileyi |
|  |                  |

|                  | USNM 20030                                                            |
|                  |                                                                       |
| Hesperornithidae | \| \| Parahesperornis alexi \| \| \| \| \| \| Hesperornis \| \| \| \| |
|                  | \| \| Parahesperornis alexi \| \| \| \| \| \| Hesperornis \| \| \| \| |
|                  | Parahesperornis alexi                                                 |
|                  |                                                                       |
|                  | Hesperornis                                                           |
|                  |                                                                       |

|  | Parahesperornis alexi |
|  |                       |
|  | Hesperornis           |
|  |                       |

|  | AMNH 5101         |
|  |                   |
|  | FMNH 395          |
|  |                   |
|  | Baptornis advenus |
|  |                   |

|  | Brodavis varneri |
|  |                  |
|  | Brodavis baileyi |
|  |                  |

|                  | USNM 20030                                                            |
|                  |                                                                       |
| Hesperornithidae | \| \| Parahesperornis alexi \| \| \| \| \| \| Hesperornis \| \| \| \| |
|                  | \| \| Parahesperornis alexi \| \| \| \| \| \| Hesperornis \| \| \| \| |
|                  | Parahesperornis alexi                                                 |
|                  |                                                                       |
|                  | Hesperornis                                                           |
|                  |                                                                       |

|  | Parahesperornis alexi |
|  |                       |
|  | Hesperornis           |
|  |                       |

|  | Brodavis varneri |
|  |                  |
|  | Brodavis baileyi |
|  |                  |

|                  | USNM 20030                                                            |
|                  |                                                                       |
| Hesperornithidae | \| \| Parahesperornis alexi \| \| \| \| \| \| Hesperornis \| \| \| \| |
|                  | \| \| Parahesperornis alexi \| \| \| \| \| \| Hesperornis \| \| \| \| |
|                  | Parahesperornis alexi                                                 |
|                  |                                                                       |
|                  | Hesperornis                                                           |
|                  |                                                                       |

|  | Parahesperornis alexi |
|  |                       |
|  | Hesperornis           |
|  |                       |

|  | AMNH 5101         |
|  |                   |
|  | FMNH 395          |
|  |                   |
|  | Baptornis advenus |
|  |                   |

|  | Brodavis varneri |
|  |                  |
|  | Brodavis baileyi |
|  |                  |

|                  | USNM 20030                                                            |
|                  |                                                                       |
| Hesperornithidae | \| \| Parahesperornis alexi \| \| \| \| \| \| Hesperornis \| \| \| \| |
|                  | \| \| Parahesperornis alexi \| \| \| \| \| \| Hesperornis \| \| \| \| |
|                  | Parahesperornis alexi                                                 |
|                  |                                                                       |
|                  | Hesperornis                                                           |
|                  |                                                                       |

|  | Parahesperornis alexi |
|  |                       |
|  | Hesperornis           |
|  |                       |

|  | Brodavis varneri |
|  |                  |
|  | Brodavis baileyi |
|  |                  |

|                  | USNM 20030                                                            |
|                  |                                                                       |
| Hesperornithidae | \| \| Parahesperornis alexi \| \| \| \| \| \| Hesperornis \| \| \| \| |
|                  | \| \| Parahesperornis alexi \| \| \| \| \| \| Hesperornis \| \| \| \| |
|                  | Parahesperornis alexi                                                 |
|                  |                                                                       |
|                  | Hesperornis                                                           |
|                  |                                                                       |

|  | Parahesperornis alexi |
|  |                       |
|  | Hesperornis           |
|  |                       |

### Specie
†Hesperornithiformes Fürbringer 1888 [Dromaeopappi Stejneger 1885; Odontornithes Forbes 1884; Odontolcae Stejneger 1875; Hesperornithomorphi Hay 1930; Odontognathe Wetmore 1930] {Odontoholcae Stejneger 1885: Hesperornithes Fürbringer 1888}
- † Chupkaornis keraorum Tanaka, Kobayashi, Kurihara, Fiorillo & Kano, 2017
- † Fumicollis hoffmani Bell & Chiappe 2015
- † Potamornis skutchi Elzanowski, Paul & Stidham 2000 (Late Cretaceous)
- † Pasquiaornis Tokaryk, Cumbaa & Storer 1997 (Late Cretaceous)
  - † P. hardiei Tokaryk, Cumbaa & Storer 1997
  - † P. tankei Tokaryk, Cumbaa & Storer 1997
- † Baptornithidae AOU 1910
  - † Baptornis Marsh 1877 [Parascaniornis Lambrecht 1933]
    - † B. advenus Marsh 1877 (Late Cretaceous)
    - † B. stensioi (Lambrecht 1933) Rees & Lindgren 2005 [Parascaniornis stenisoei Lambrecht 1933] (Late Cretaceous)
- † Brodavidae Martin, Kuročkin & Tokaryk 2012
  - Brodavis Martin, Kuročkin & Tokaryk 2012 (Late Cretaceous)
    - † B. americanus Martin, Kuročkin & Tokaryk 2012
    - † B. baileyi Martin, Kuročkin & Tokaryk 2012
    - † B. mongoliensis Martin, Kuročkin & Tokaryk 2012
    - † B. varneri (Martin & Cordes-Person 2004) Martin, Kuročkin & Tokaryk 2012 [Baptornis varneri Martin & Cordes-Person 2007]
- † Enaliornithidae Fürbringer 1888
  - † Enaliornis Seeley 1876 [Palaeocolymbus Seeley 1869; Pelagornis Seeley 1866 nomen nudum non Lartet 1857] (Early Cretaceous)
    - † E. seeleyi Galton & Martin 2002
    - † E. barretti (Seeley 1866) Seeley 1876 [Palaeocolymbus barretti Seeley 1869; Pelagornis barretti Seeley 1866]
    - † E. sedgwicki (Seeley 1864) Seeley 1876 [Pelagornis sedgwicki Seeley 1864]
- † Judinornithidae Nesov 1983
  - † Judinornis nogontsavensis Nesov & Borkin 1983 (Late Cretaceous)
- † Hesperornithidae Marsh 1880
  - † Asiahesperornis bazhanovi Nesov & Prizemlin 1991 (Late Cretaceous)
  - † Parahesperornis alexi Martin 1980 (Late Cretaceous)
  - † Canadaga arctica Hou 1999 (Late Cretaceous)
  - † Hesperornis Marsh 1872 [Coniornis Marsh 1893; Lestornis Marsh 1876; Hargeria Lucas 1903] (Late Cretaceous)
    - † H. altus (Marsh 1893) [Coniornis altus Marsh 1893; Hesperornis montana Shufeldt 1915] (Late Cretaceous)
    - † H. regalis Marsh 1872
    - † H. crassipes (Marsh 1876) Brodkorb 1963 [Lestornis crassipes Marsh 1876]
    - † H. gracilis Marsh 1876 [Hargeria gracilis (Marsh 1876) Lucas 1903]
    - † H. chowi Martin & Lim 2002
    - † H. bairdi Martin & Lim 2002
    - † H. mengeli Martin & Lim 2002
    - † H. macdonaldi Martin & Lim 2002
    - † H. rossicus Nesov & Yarkov 1993